# Mateus Vital
Mateus da Silva Vital Assumpção (Rio de Janeiro, 12 de fevereiro de 1998) é um futebolista brasileiro que atua como meio-campista e ponta. Atualmente, joga pelo Shanghai Port.

## Carreira

### Vasco
Mateus Vital chegou ao Vasco em 2003 e foi campeão em todas as categorias que passou, tanto nas quadras de futsal quanto no futebol. Formado pelo Colégio Vasco da Gama, o camisa 10 fez sua estreia como profissional em 2015. Fez seu primeiro gol, no dia 09 de setembro de 2017, em uma vitória por 1-0, diante do Grêmio. Foi campeão carioca, juntamente com o grupo, em 2016, porém não foi nem relacionado para a final contra o Botafogo.

### Corinthians
Em 16 de janeiro de 2018, o Corinthians anunciou sua contratação por 2 milhões de euros por 4 anos. Estreou com a camisa do clube alvinegro, no dia 24 de janeiro de 2018, em uma vitória por 2-1 contra a Ferroviária no Pacaembu, pelo Campeonato Paulista 2018. Foi bicampeão paulista no clube de SP em 2018, sendo peça importante na campanha vitoriosa no placar nos pênaltis contra o São Paulo na semifinal e dando uma assistência na final contra o rival Palmeiras. Marcou seu primeiro gol com a camisa do alvinegro, no dia 27 de maio de 2018, em uma derrota por 2-1 contra o Internacional, no Campeonato Brasileiro 2018.
Fez parte da campanha do tri paulista em 2019, porém não entrou em campo na final contra o São Paulo. No dia 02 de outubro de 2019, Vital chegou a marca de 100 jogos, com a camisa do clube paulista, em uma partida contra a Chapecoense, válida pelo Campeonato Brasileiro 2019.
Em 04 de fevereiro de 2020, renovou seu contrato com o clube paulista até o final de 2023.Em 20 de maio de 2021, ganhou o Prêmio Pepe de gol mais bonito do Campeonato Paulista 2021. O gol foi marcado no dia 07 de março, na vitória por 2-1 contra a Ponte Preta na Neo Química Arena.
Em agosto de 2022, após voltar de empréstimo do Panathinaikos, foi reintegrado ao elenco para o restante da temporada. Voltou a jogar pelo Corinthians no dia 21 de agosto, na derrota para o Fortaleza por 1-0, no Castelão, pelo Campeonato Brasileiro 2022. Em 19 de outubro, Vital chegou a 200 jogos pelo Corinthians, na partida contra o Flamengo, pela Copa do Brasil de 2022. Em 14 de dezembro, se despediu do clube paulista.

### Panathinaikos
Em 25 de agosto de 2021, assinou um contrato de empréstimo por um ano com o Panathinaikos com opção de compra ao final do vínculo. Fez a sua estreia com a camisa do clube grego no dia 11 de setembro de 2021, em uma vitória por 4-0 contra o Apollon Smyrnis, pela Super Liga Grega 2021. Em 21 de maio de 2022, foi campeão da Copa da Grécia 2021–22, quando seu time derrotou o Paok por 1-0 no Estádio Olímpico de Atenas, porém o atleta não foi utilizado pelo treinador na final. O jogador deixou o clube antes mesmo do término de seu contrato de empréstimo e voltou ao Brasil.

### Cruzeiro
Em 14 de dezembro de 2022, assinou com o Cruzeiro por três temporadas. Estreou pelo time celeste na primeira partida da temporada, vitória sobre o Patrocinense. Entrou no segundo tempo, porém, com menos de 15 minutos em campo recebeu um carrinho violento e deixou os gramados lesionado. Retomou aos gramados no dia 18 de fevereiro, na partida contra o Villa Nova em Nova Lima, sendo sua segunda partida pelo Cruzeiro. Marcou o quarto gol da goleada por 4-0, consolidando a vitória.
Teve oportunidades com todos os treinadores da temporada: Paulo Pezzolano, Pepa, Zé Ricardo e Paulo Autuori. Disputou 41 dos 53 jogos da equipe, com dois gols e duas assistências. Em 2024, foram 31 partidas, com Nicolás Larcamón, Fernando Seabra e Fernando Diniz. Vital marcou duas vezes, contra o Atlético Mineiro, na derrota por 3–1, na final do Mineiro, no Mineirão, e no empate 1–1 com o Fortaleza, na Arena Castelão, pelo Brasileiro. Também deu uma assistência. Em 9 de dezembro de 2024, após o fim da temporada, foi anunciado que o jogador iria rescindir o contrato com o Cruzeiro para assinar com o Necaxa, do México. No entanto, pouco tempo depois, o jogador não se apresentou para realizar o visto de trabalho com o clube mexicano, que teria desistido da contratação do meio-campista.

### Shanghai Port
Em 26 de janeiro de 2025, foi anunciado pelo Shanghai Port.

## Seleção Brasileira
Ainda com a camisa do Cruzmaltino, Vital integrou a seleção brasileira do sub-15 ao sub-20. Em 2019, foi convocado para a Seleção Sub-23 para a disputa do Torneio de Toulon, no qual foi campeão juntamente com Pedrinho, seu companheiro de Corinthians. Vital marcou o primeiro gol do Brasil na disputa de pênaltis na final contra o Japão.

## Estatísticas

### Clubes
Abaixo estão listados todos os jogos, gols e assistências do futebolista por clubes.
| Clube             | Temporada         | Campeonato nacional | Campeonato nacional | Campeonato nacional | Copa nacional[a] | Copa nacional[a] | Copa nacional[a] | Competições continentais[b] | Competições continentais[b] | Competições continentais[b] | Outros torneios[c] | Outros torneios[c] | Outros torneios[c] | Total | Total | Total   |
| Clube             | Temporada         | Jogos               | Gols                | Assist.             | Jogos            | Gols             | Assist.          | Jogos                       | Gols                        | Assist.                     | Jogos              | Gols               | Assist.            | Jogos | Gols  | Assist. |
| ----------------- | ----------------- | ------------------- | ------------------- | ------------------- | ---------------- | ---------------- | ---------------- | --------------------------- | --------------------------- | --------------------------- | ------------------ | ------------------ | ------------------ | ----- | ----- | ------- |
| Vasco da Gama     | 2015              | 1                   | 0                   | 0                   | —                | —                | —                | —                           | —                           | —                           | —                  | —                  | —                  | 1     | 0     | 0       |
| Vasco da Gama     | 2016              | 1                   | 0                   | 0                   | —                | —                | —                | —                           | —                           | —                           | 4                  | 0                  | 0                  | 5     | 0     | 0       |
| Vasco da Gama     | 2017              | 30                  | 2                   | 2                   | —                | —                | —                | —                           | —                           | —                           | —                  | —                  | —                  | 30    | 2     | 2       |
| Vasco da Gama     | Total             | 32                  | 2                   | 2                   | —                | —                | —                | —                           | —                           | —                           | 4                  | 0                  | 0                  | 36    | 2     | 2       |
| Corinthians       | 2018              | 33                  | 2                   | 1                   | 8                | 0                | 0                | 7                           | 0                           | 0                           | 12                 | 0                  | 2                  | 60    | 2     | 4       |
| Corinthians       | 2019              | 31                  | 2                   | 2                   | 3                | 1                | 0                | 6                           | 0                           | 0                           | 15                 | 0                  | 0                  | 55    | 3     | 2       |
| Corinthians       | 2020              | 16                  | 2                   | 0                   | 2                | 0                | 0                | 1                           | 0                           | 0                           | 12                 | 0                  | 0                  | 31    | 2     | 0       |
| Corinthians       | 2021              | 25                  | 2                   | 0                   | 3                | 1                | 0                | 4                           | 2                           | 1                           | 9                  | 2                  | 2                  | 41    | 7     | 3       |
| Corinthians       | 2022              | 16                  | 0                   | 2                   | 4                | 0                | 0                | —                           | —                           | —                           | —                  | —                  | —                  | 20    | 0     | 2       |
| Corinthians       | Total             | 121                 | 8                   | 5                   | 20               | 2                | 0                | 18                          | 2                           | 1                           | 48                 | 2                  | 4                  | 207   | 14    | 11      |
| Panathinaikos     | 2021–22           | 33                  | 1                   | 1                   | 7                | 2                | 0                | —                           | —                           | —                           | —                  | —                  | —                  | 40    | 3     | 1       |
| Panathinaikos     | Total             | 33                  | 1                   | 1                   | 7                | 2                | 0                | —                           | —                           | —                           | —                  | —                  | —                  | 40    | 3     | 1       |
| Cruzeiro          | 2023              | 19                  | 0                   | 1                   | 3                | 0                | 0                | —                           | —                           | —                           | 5                  | 1                  | 0                  | 27    | 1     | 1       |
| Cruzeiro          | Total             | 19                  | 0                   | 1                   | 3                | 0                | 0                | —                           | —                           | —                           | 5                  | 1                  | 0                  | 27    | 1     | 1       |
| Total na carreira | Total na carreira | 205                 | 11                  | 8                   | 30               | 4                | 0                | 18                          | 2                           | 1                           | 57                 | 3                  | 4                  | 310   | 20    | 15      |

- a. ^ Jogos da Copa do Brasil e Copa da Grécia
- b. ^ Jogos da Copa Libertadores e Copa Sul-Americana
- c. ^ Jogos do Campeonato Carioca, Campeonato Paulista, Campeonato Mineiro e Florida Cup

### Seleção Brasileira
Abaixo estão listados todos os jogos, gols e assistências do futebolista pela Seleção Brasileira, desde as categorias de base.[carece de fontes?]
Seleção Sub–23
| Ano               | Torneio de Toulon | Torneio de Toulon | Torneio de Toulon |
| Ano               | Jogos             | Gols              | Assist.           |
| ----------------- | ----------------- | ----------------- | ----------------- |
| 2019              | 4                 | 2                 | 0                 |
| Total na carreira | 4                 | 2                 | 0                 |

Seleção Sub–15
| Ano               | Amistosos | Amistosos | Amistosos |
| Ano               | Jogos     | Gols      | Assist.   |
| ----------------- | --------- | --------- | --------- |
| 2013              | 1         | 0         | 0         |
| Total na carreira | 1         | 0         | 0         |

## Títulos
Vasco da Gama
- Campeonato Carioca: 2016
- Taça Guanabara: 2016
- Taça Rio: 2017

Corinthians
- Campeonato Paulista:  2018 e 2019

Panathinaikos
- Copa da Grécia: 2021–22

Seleção Brasileira Sub-23
- Torneio de Toulon: 2019

### Prêmios individuais
- Prêmio Pepe: Gol mais bonito do Campeonato Paulista 2021[34]